# Астхадзор (село)
Астхадзор (арм. Աստղաձոր) — село в Армении в Гехаркуникской области. Находится на расстоянии 127 км от Еревана, в 7 км от Мартуни и в 2 км от южного берега Севана, расположено на берегах реки Астхадзор.

## История
Иван Шопен отмечал, что согласно сведениям из «Камерального описания», составленного в 1829—1831 годах, в селе Аг-краг Гёг-чайского магала Эриванской провинции проживало 30 армянских семей, переселившиеся из Османской империи после заключения Адрианопольского договора (1829) сторонами русско-турецкой войны, всего 180 человек (97 — мужского пола, 83 — женского пола).
По данным «Сборника сведений о Кавказе» за 1880 год в селе Аликрих Новобаязетского уезда было 82 двора и проживало 790 человек (409 мужского пола и 381 женского), в основном армянской национальности («народности») и григорианского вероисповедания. Также в селе были расположены армяно-григорианская церковь и развалины старинной церкви.
По данным Кавказского календаря на 1912 год, в селе Аликрых Новобаязетского уезда проживало 1669 человек, в основном армян.
Прежние названия: Кацик, Хачадзор, Алакорг (арм. Ալակրըղ), Аликрых.
В период средневековья село было очагом письменности, здесь работал писец Ванакан.

## Население
Нынешнее население состоит из потомков беженцев из Алашкерта и Вана. Изменение численности населения Астхадзора:
| Год     | 1831 | 1897 | 1926 | 1939 | 1959 | 1970 | 1979 | 1989 | 2001 | 2004 |
| Жителей | 180  | 1311 | 1990 | 2107 | 2074 | 2756 | 2928 | 3325 | 3758 | 4137 |

## Инфраструктура и хозяйство
Население занимается скотоводством, садоводством, полевовством и свиноводством.
Имеется средняя школа.

## Памятники истории и культуры
В селе находятся в ветхом состоянии: церковь святых Петра и Павла (XV век), на южной границе села церковь Св. Рипсиме (XIII век). В 2 км к юго-западу находится часовня Святой Рипсиме. Поблизости были найдены могильники железного века (X—VIII века до н. э.) с предметами, сходными с урартскими.
- Церковь Сурб Погос-Петрос
- Часовя Святой Рипсиме
- Древние хачкары в селе